# Gammarus elvirae
Gammarus elvirae is een vlokreeftensoort uit de familie van de Gammaridae. De wetenschappelijke naam van de soort is voor het eerst geldig gepubliceerd in 2002 door Iannilli & Ruffo. Op  basis van genetisch onderzoek ontdekte zij dat Gammarus italicus die voorkwam op Sardinië en in het laagland van de Apennijnen eigenlijk twee soorten betrof. De populatie in de Appenijnen is vervolgens beschreven als G. elvirae. Het originele type van Sardinië heeft de naam G. italicus behouden.
G. evirae lijkt genetsch en qua uiterlijk meer op Gammarus lacustris die ook in gebied voorkomt. G. elvirae wordt ongeveer 12 mm (vrouw) tot 13 mm (man) groot . Het verspreidingsgebied lijkt beperkt tot het centrale gedeelte van de Appenijnen, tussen Umbrië en Campania.
De soort is vernoemd naar Elvira de Matthaeis, Professor Zoology van de Universiteit van Rome. 